# Ahmed Salah
Ahmed Salah Houssein (arab. حسين أحمد صلاح; ur. 31 grudnia 1956 w Ali Sabieh) – dżibutyjski lekkoatleta, biegacz długodystansowy. Brązowy medalista Letnich Igrzysk Olimpijskich w Seulu w maratonie. Dwukrotny srebrny medalista mistrzostw świata w lekkiej atletyce. Zwycięzca Pucharu Świata w maratonie w 1985 roku.
Jego najlepszym rezultatem jest czas 2 godziny 7 minut i 7 sekund. Wynik ten uzyskał 17 kwietnia 1988 roku w Rotterdamie.

## Starty w igrzyskach olimpijskich
- 1984 8. miejsce z czasem 2'11:39
- 1988  brązowy medal z czasem 2'10:59
- 1992 30. miejsce z czasem 2'19:04
- 1996 42. miejsce z czasem 2'20:33